# Zedde
Zedde is een buurtschap in de gemeente Waterland, in de Nederlandse provincie Noord-Holland.
Zedde ligt tussen de Purmer en Achterdichting, in het noorden van de polder Katwoude-Hoogendijk vlak bij het dorp Volendam. Zedde komt in 1639 voor als Zed en in 1745 als  't Zet. De plaatsnaam zou van het Friese woord 'seadde' afkomstig zijn. Dit betekent een plag of zode, wat zou verwijzen naar de drassige omstandigheid van het veenachtige gebied waarin het plaatsje lag. Zedde omvat het noordwesten van de polder waarin in het gelegen is.
De hoofdkern is gelegen aan de straat De Zedde, die bereikbaar is via de Zeddebrug maar ook de Wagenweg ervoor wordt meestal tot de buurtschap gerekend. Ook Achterdichting en de Zeddeweg worden soms tot Zedde gerekend. Maar eigenlijk behoren beide niet tot de buurtschap zelf. De Zeddeweg, die tegenover de dijk Achterdichting is gelegen is een latere vernoeming naar de buurtschap en ligt in de gemeente Edam-Volendam. De weg loopt van de N247 die door de buurtschap Zedde heenloopt, naar Katham, een buurtschap van Volendam. Bij Achterdichting, aan de Wagenweg is er nog een groot motel gevestigd.
Stad: Monnickendam

Dorpen en gehuchten: Broek in Waterland · Ilpendam · Katwoude · Marken · Purmer (De Purmer) (deels) · Uitdam · Watergang · Zuiderwoude

Buurtschappen: Achterdichting · De Kets · Grotewerf · Havenbuurt · Het Schouw (deels) · Kerkbuurt · Minnebuurt · Moeniswerf · Overleek · Rozewerf · Wittewerf · Zedde

Noord-Holland: Steden en dorpen in Noord-Holland      Nederland: Provincies · Gemeenten